# هانا مونتانا ومايلي سايروس:أفضل حفلة في كلا العالمين
هانا مونتانا ومايلي سايروس:أفضل حفلة في كلا العالمين (بالإنجليزية: Hannah Montana & Miley Cyrus: Best of Both Worlds Concert)‏ هو فيلم كوميدي تم إنتاجه في الولايات المتحدة.

## بطولة
- مايلي سايرس
- إميلي أوسمنت
- ميتشل موسو
- جيسون إيرلز
- مويسيس أرياس

## وصلات خارجية
- هانا مونتانا ومايلي سايروس:أفضل حفلة في كلا العالمين على موقع IMDb (الإنجليزية)
- هانا مونتانا ومايلي سايروس:أفضل حفلة في كلا العالمين على موقع ميتاكريتيك (الإنجليزية)
- هانا مونتانا ومايلي سايروس:أفضل حفلة في كلا العالمين على موقع روتن توميتوز (الإنجليزية)
- هانا مونتانا ومايلي سايروس:أفضل حفلة في كلا العالمين على موقع نتفليكس (الإنجليزية)
- هانا مونتانا ومايلي سايروس:أفضل حفلة في كلا العالمين على موقع ألو سيني (الفرنسية)
- هانا مونتانا ومايلي سايروس:أفضل حفلة في كلا العالمين على موقع Turner Classic Movies (الإنجليزية)
- هانا مونتانا ومايلي سايروس:أفضل حفلة في كلا العالمين على موقع أول موفي (الإنجليزية)
- هانا مونتانا ومايلي سايروس:أفضل حفلة في كلا العالمين على موقع بوكس أوفيس موجو (الإنجليزية)
- هانا مونتانا ومايلي سايروس:أفضل حفلة في كلا العالمين على موقع فيلمافينيتي (الإسبانية)
- هانا مونتانا ومايلي سايروس:أفضل حفلة في كلا العالمين على موقع قاعدة بيانات الفيلم (الإنجليزية)

1. ↑  "قاعدة بيانات الأفلام على الإنترنت" (بالإنجليزية). Retrieved 2017-04-14.{{استشهاد ويب}}:  صيانة الاستشهاد: لغة غير مدعومة (link)
2. ↑  وصلة مرجع: http://www.boxofficemojo.com/movies/?id=hannahmontanaconcert.htm.